# فرودگاه بین‌المللی سوترن زون
فرودگاه بین‌المللی سوترن زون (به انگلیسی: Southern Zone International Airport) (به زبان بومی: Aeropuerto Internacional de la Zona Sur) یک فرودگاه همگانی است که یک باند فرود آسفالت دارد و طول باند آن ۲۲۰۰ متر است. این فرودگاه در کشور کاستاریکا قرار دارد و در ارتفاع ۱۵ متری از سطح دریا واقع شده است.